# Sky Travel
Sky Travel – nieistniejący kanał telewizyjny z programami podróżniczymi nadający w Wielkiej Brytanii, odpowiednik Travel Channel.
Kanał rozpoczął nadawanie w 2003 roku, a 24 czerwca 2010 zakończył nadawanie.